# Gordonschersmin
Gordonschersmin (Philadelphus lewisii) är en hortensiaväxtart som beskrevs av Frederick Traugott Pursh. Enligt Catalogue of Life ingår Gordonschersmin i släktet schersminer och familjen hortensiaväxter, men enligt Dyntaxa är tillhörigheten istället släktet schersminer och familjen hortensiaväxter. Arten förekommer tillfälligt i Sverige, men reproducerar sig inte. Utöver nominatformen finns också underarten P. l. lewisii.

## Bildgalleri

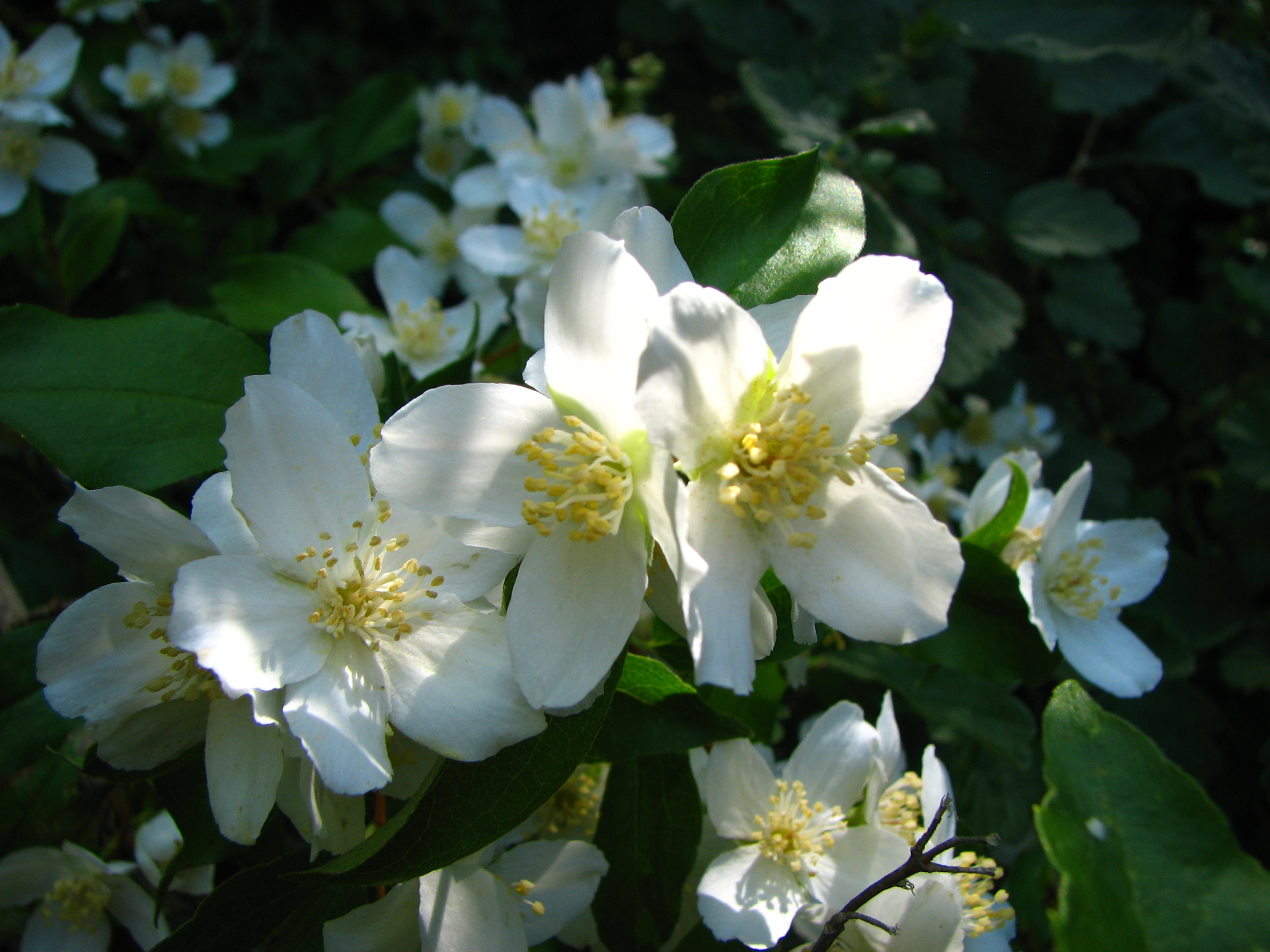
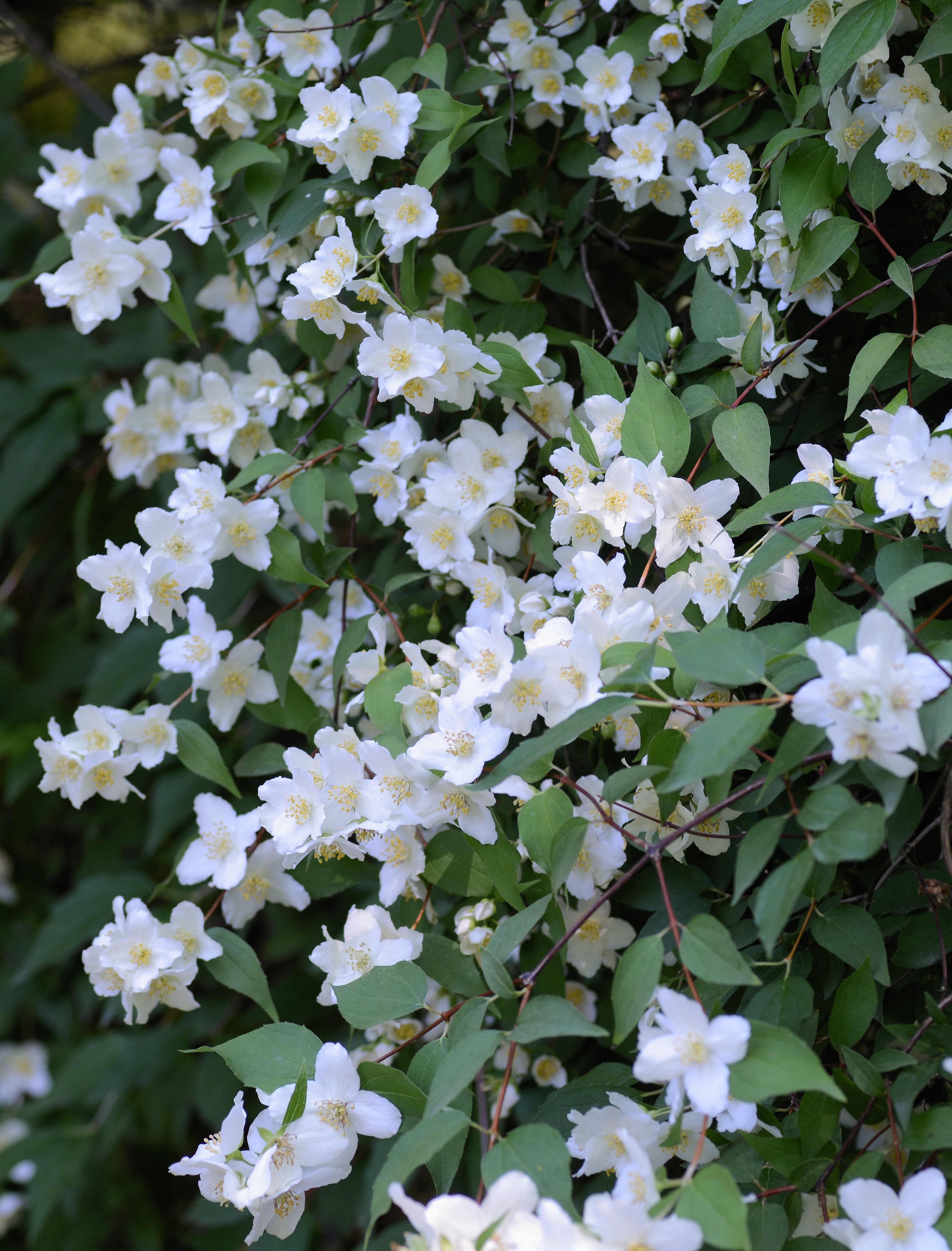
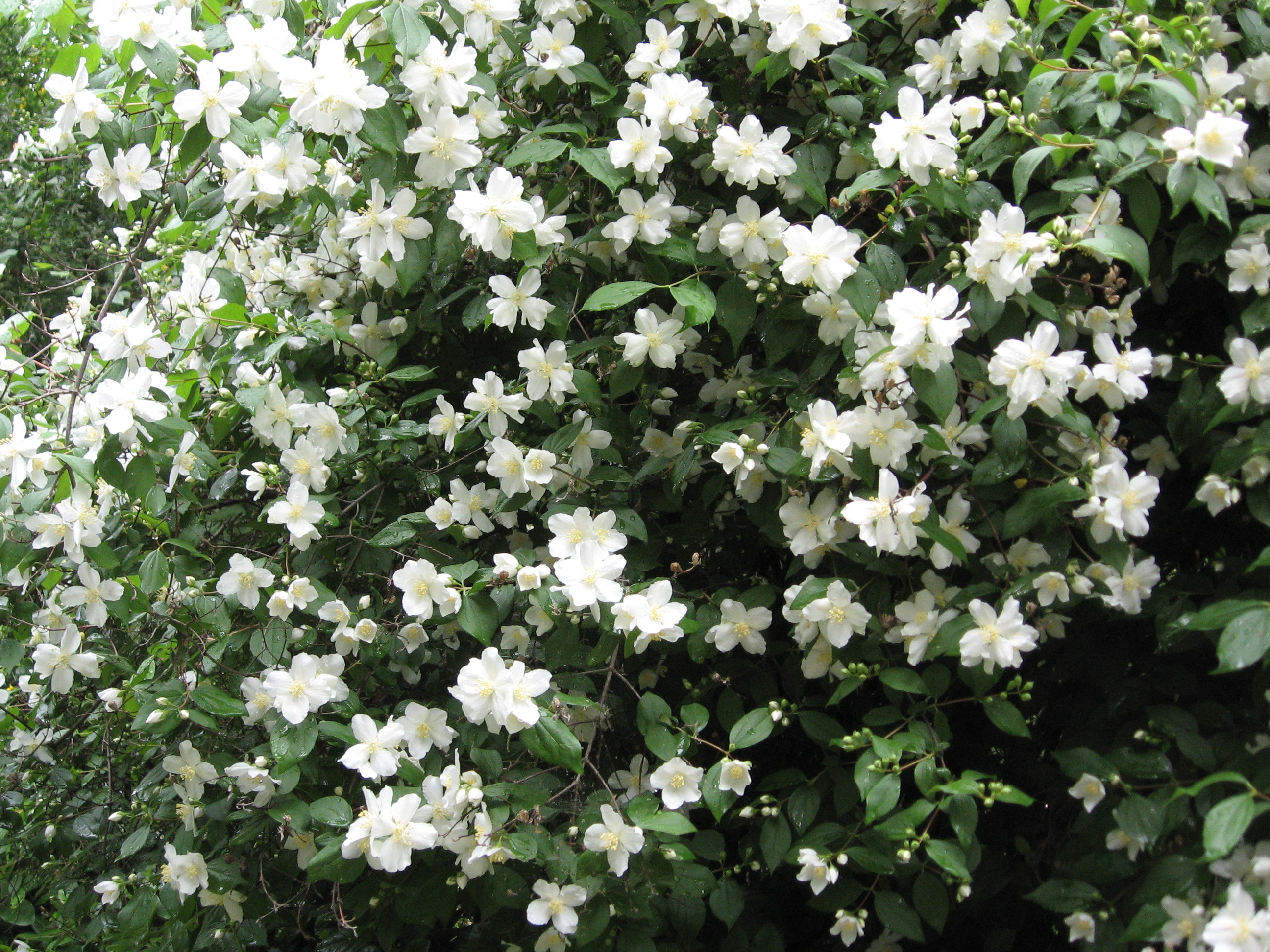
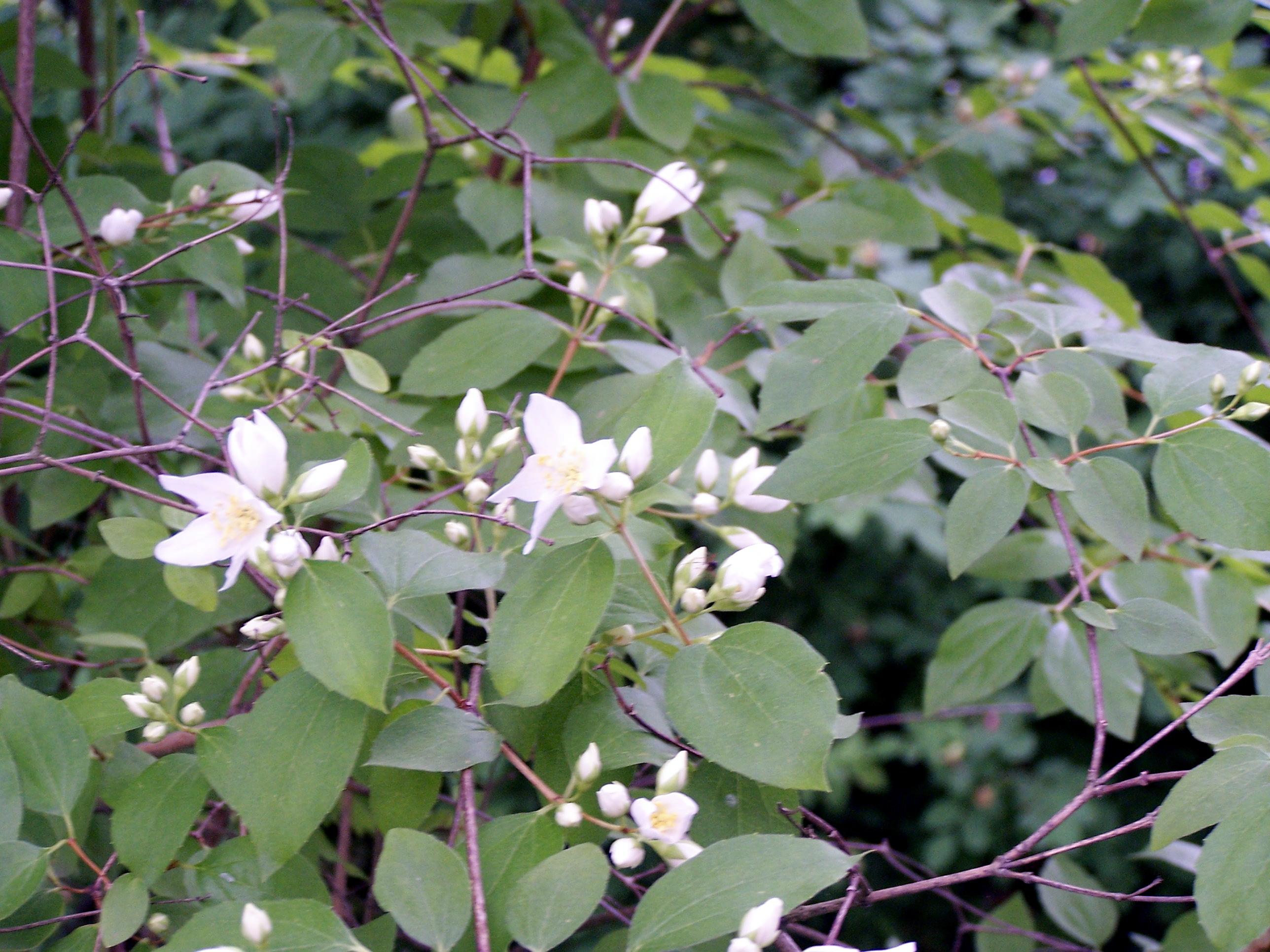
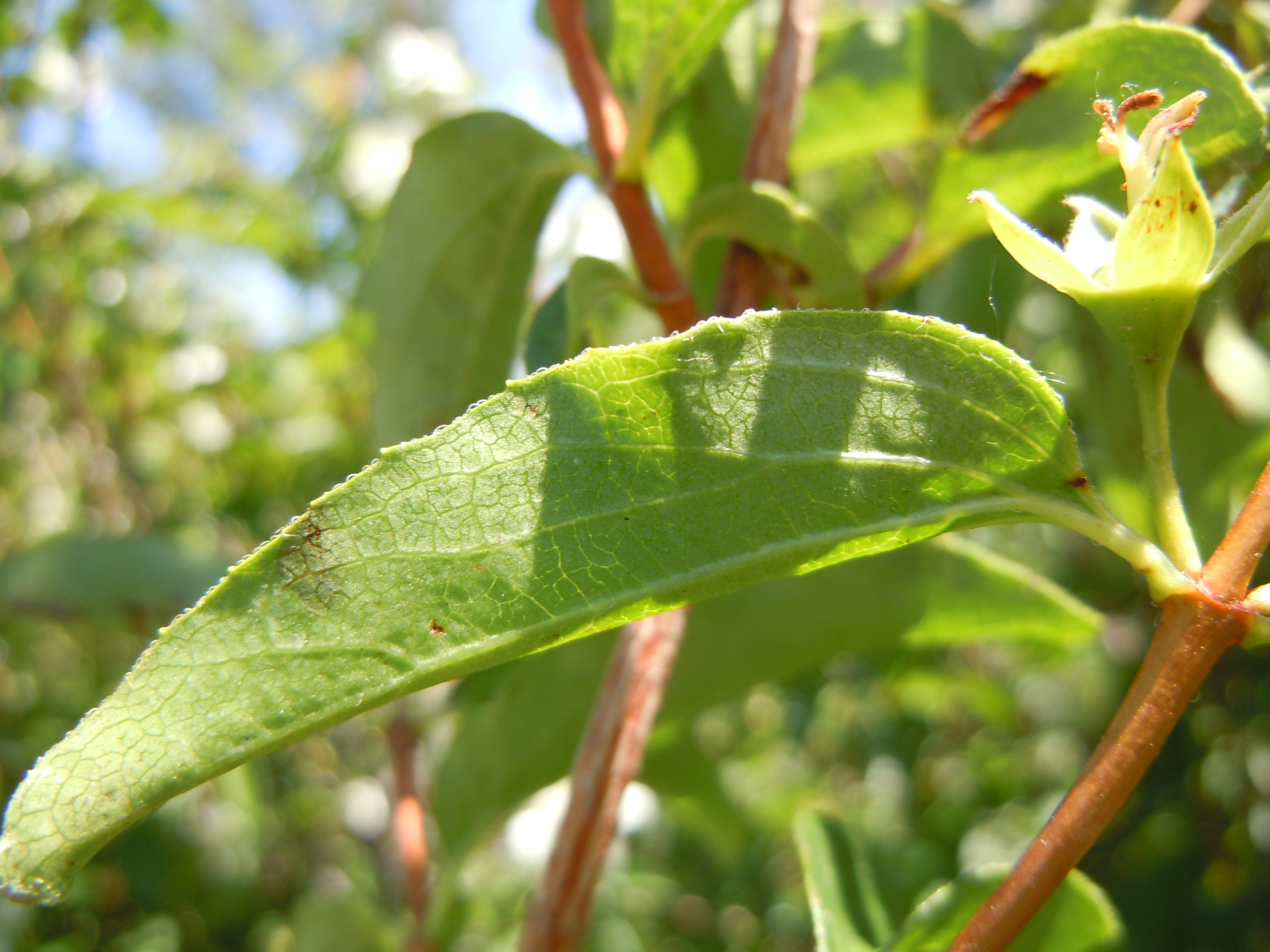
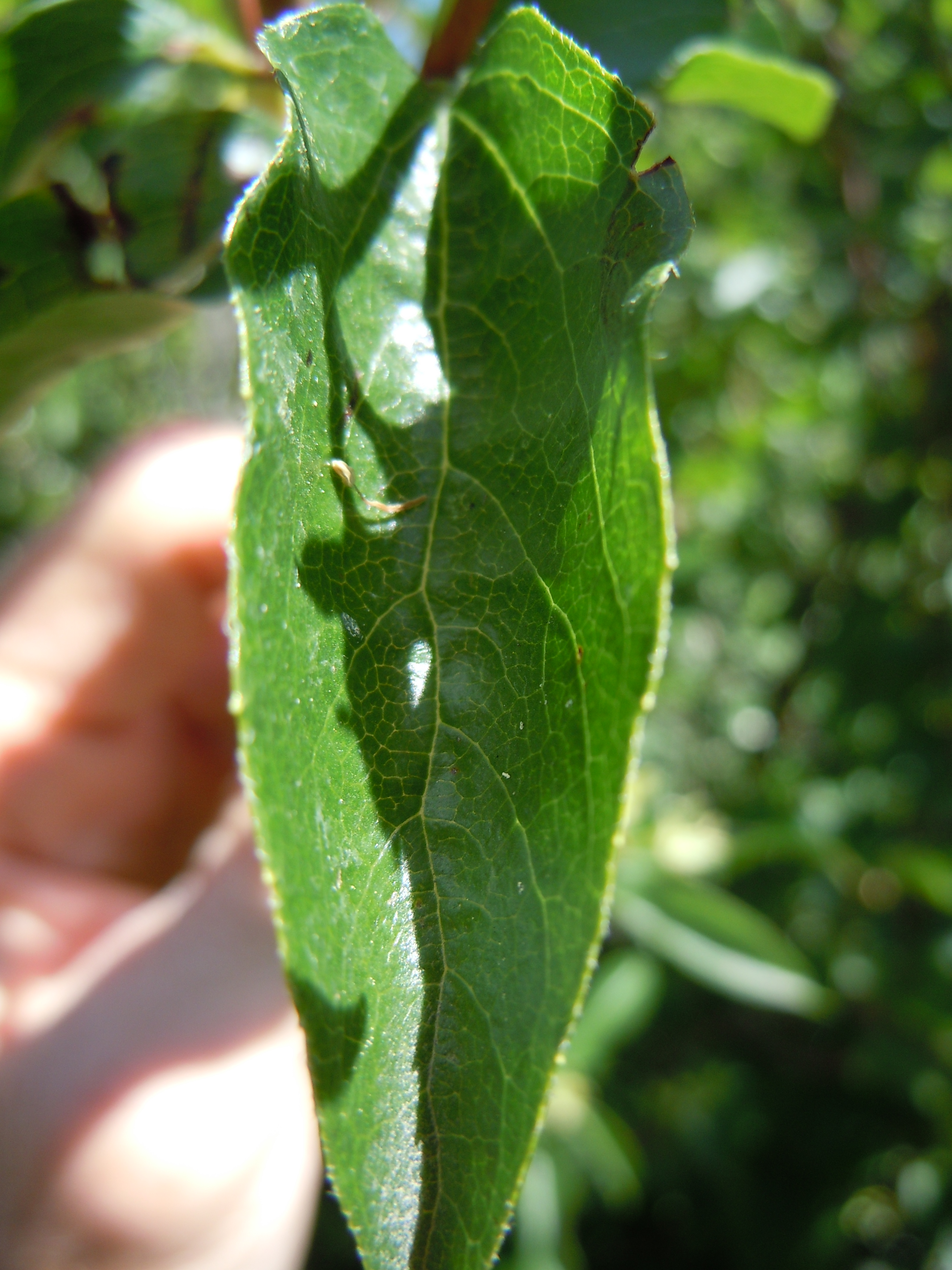